# Химико-термическая обработка металлов
Химико-термическая обработка металлов — нагрев и выдержка металлических (а в ряде случаев и неметаллических) материалов при высоких температурах в химически активных средах (твёрдых, жидких, газообразных).
В подавляющем большинстве случаев химико-термическую обработку проводят с целью обогащения поверхностных слоев изделий определёнными элементами. Их называют насыщающими элементами или компонентами насыщения.
В результате ХТО формируется диффузионный слой, то есть изменяется химический состав, фазовый состав, структура и свойства поверхностных слоев. Изменение химического состава обуславливает изменения структуры и свойств диффузионного слоя.

## Классификация процессов химико-термической обработки
В зависимости от насыщающего элемента различают следующие процессы химико-термической обработки:
- однокомпонентные: цементация стали — насыщение углеродом; азотирование — насыщение азотом; алитирование — насыщение алюминием; хромирование — насыщение хромом; борирование — насыщение бором; силицирование — насыщение кремнием;
- многокомпонентные: нитроцементация (цианирование, карбонитрация) — насыщение азотом и углеродом; боро- и хромоалитирование — насыщение, бором или хромом и алюминием, соответственно; хромосилицирование — насыщение хромом и кремнием и т. д.

Широкое промышленное применение получили только традиционные процессы насыщения: азотирование, цементация, нитроцементация, цианирование. Цинкование, алитирование, борирование, хромирование, силицирование применяют значительно в меньшей мере.
На практике в подавляющем большинстве случаев ХТО подвергают сплавы на основе железа (стали и чугуны), реже — сплавы на основе тугоплавких металлов, твердые сплавы и ещё реже сплавы цветных металлов, хотя практически все металлы могут образовывать диффузионные слои с подавляющим большинством химических элементов Периодической системы элементов Д. И. Менделеева.
При реализации любого процесса ХТО изделия выдерживают определённое время при температуре насыщения в окружении насыщающей среды. Насыщающие среды могут быть твёрдыми, жидкими или газообразными.
Существующие методы химико-термической обработки можно разделить на три основные группы: насыщение из твёрдой фазы (в основном, из порошковых засыпок), насыщение из жидкой фазы и насыщение из газовой (или паровой) фазы. Особо выделяют метод ХТО в ионизированных газах (ХТО в плазме тлеющего разряда). Насыщение из паст (обмазок) занимает особое положение (в зависимости от состава, консистенции обмазки и температурно-временных условий химико-термической обработки тяготеет к одному из указанных выше методов насыщения)
В настоящее время активно изучают способы ХТО, реализующиеся при воздействии на поверхность концентрированными потоками энергии.
Обозначение на чертеже пример: Цементировать h 0,8...1,2 или h1,0+/-0,2 или h = 0,8...1,2; HRC56...62 или HRC5+/-3.

## Массоперенос при химико-термической обработке
При любом процессе ХТО в реакционной системе протекают определённые процессы и реакции. Условно весь процесс массопереноса (насыщения) при ХТО может быть представлен в виде пяти последовательно реализующихся стадий:
1. реакции в реакционной среде (образование компоненты, осуществляющей массоперенос диффундирующего элемента);
2. диффузия в реакционной среде (подвод насыщающего элемента к поверхности насыщаемого сплава;
3. процессы и реакции на границе раздела фаз (на насыщаемой поверхности); в ряде случаев — удаление продуктов реакций, протекающих на границе раздела фаз, в реакционную среду;
4. диффузия в насыщаемом сплаве;
5. реакции в насыщаемом сплаве (образование фаз диффузионного слоя: твердых растворов, химических соединений и т. д.).

Но даже эта, довольно общая схема процесса диффузионного насыщения не описывает в полной мере всей сложности явлений, имеющих место при ХТО.
Важнейшим условием образования диффузионного слоя (необходимым, но не достаточным) является существование растворимости диффундирующего элемента в насыщаемом металле при температуре химико-термической обработки. Диффузионные слои могут также образовывать элементы, имеющие при температуре процесса малую растворимость в насыщаемом металле, но образующие с ним химические соединения.
Толщина диффузионного слоя, а следовательно и толщина упрочнённого слоя поверхности изделия, является наиболее важной характеристикой химико-термической обработки. Толщина слоя определяется рядом таких факторов, как температура насыщения, продолжительность процесса насыщения, состав, то есть содержание тех или иных легирующих элементов, градиент концентраций насыщаемого элемента между поверхностью изделия и в глубине насыщаемого слоя.

## Применение
ХТО применяют с целью:
- поверхностного упрочнения металлов и сплавов (повышения твёрдости, износостойкости, усталостной и коррозионно-усталостной прочности, сопротивления кавитации и т. д.);
- сопротивления химической и электрохимической коррозии в различных агрессивных средах при комнатной и повышенных температурах;
- придания изделиям требуемых физических свойств (электрических, магнитных, тепловых и т. д.);
- придания изделиям соответствующего декоративного вида (преимущественно с целью окрашивания изделий в различные цвета);
- облегчения технологических операций обработки металлов (давлением, резанием и др.).

Требуемые свойства диффузионных (поверхностных) слоев могут формироваться как в процессе химико-термической обработки (азотирование, хромирование, борирование и др.), так и при последующей термообработке (цементация, нитроцементация).